# Trisaccopharynx pusa
Trisaccopharynx pusa is een platworm (Platyhelminthes). De worm is tweeslachtig. De soort leeft in het zoute water.
Het geslacht Trisaccopharynx, waarin de platworm wordt geplaatst, wordt tot de familie Solenopharyngidae gerekend. De wetenschappelijke naam van de soort werd voor het eerst geldig gepubliceerd in 1952 door Marcus.